# آلفردو دوالده
آلفردو دوالده واسکس (انگلیسی: Alfredo Duhalde Vásquez؛ ۳۰ ژوئن ۱۸۹۸ – ۱۰ آوریل ۱۹۸۵) یک سیاستمدار اهل شیلی بود. وی دو بار از ۲۷ ژوئن تا ۳ اوت ۱۹۴۶ و سپس از ۱۳ اوت تا ۱۷ اکتبر ۱۹۴۶ رئیس‌جمهور موقت شیلی بود.
آلفردو دوالده در ۱۰ آوریل ۱۹۸۵، در سن ۸۶ سالگی درگذشت.

## زندگی‌نامه
دوالده در شهر ریو بوئنو متولد شد. پسر پدرو دوالده و زویلا واسکز بود. پس از گذراندن تحصیلات ابتدایی در شهر زادگاهش، تحصیلات متوسطه خود را در لیسئو اپلیکاسیون در سانتیاگو به پایان رساند و از همانجا در سال ۱۹۱۸ فارغ‌التحصیل شد. او سپس در دانشگاه شیلی به تحصیل حقوق پرداخت. 
دوالده با یولاندا هوفمن ازدواج کرد و با هم ۶ فرزند داشتند: یولاندا، رنه، سارا، کارمن، مارتا و سونیا.